# Dania na Letnich Igrzyskach Olimpijskich 1896
Dania na Letnich Igrzyskach Olimpijskich 1896 była reprezentowana przez trzech wszechstronnych sportowców, w pięciu różnych sportach – lekkoatletyce, szermierce, gimnastyce, strzelectwie i podnoszeniu ciężarów.

## Wyniki

### Lekkoatletyka
W konkurencjach lekkoatletycznych wystartowali wszyscy trzej zawodnicy, Viggo Jensen wystartował zarówno w rzucie kulą jak i rzucie dyskiem. Nie zdobyli żadnego medalu
| Konkurencja    | Miejsce | Zawodnik       | Eliminacje     | Eliminacje     | Finał         |
| Konkurencja    | Miejsce | Zawodnik       | Wynik          | Miejsce        | Finał         |
| -------------- | ------- | -------------- | -------------- | -------------- | ------------- |
| 100 metrów     | –       | Eugen Schmidt  | nieznany       | 4.             | nie awansował |
| Pchnięcie kulą | 4.      | Viggo Jensen   | nie rozgrywano | nie rozgrywano | nieznany      |
| Rzut dyskiem   | 5. – 9. | Viggo Jensen   | nie rozgrywano | nie rozgrywano | nieznany      |
| Rzut dyskiem   | 5. – 9. | Holger Nielsen | nie rozgrywano | nie rozgrywano | nieznany      |

### Szermierka
| Dyscyplina | Miejsce    | Zawodnik       | Wygrane | Przegrane | Faza grupowa | Finał            |
| ---------- | ---------- | -------------- | ------- | --------- | ------------ | ---------------- |
| Szabla     | 3. miejsce | Holger Nielsen | 2       | 2         | 3. miejsce   | nie uczestniczył |

### Gimnastyka
| Dyscyplina          | Miejsce    | Zawodnik     |
| ------------------- | ---------- | ------------ |
| Wspinaczka po linie | 4. miejsce | Viggo Jensen |

### Strzelectwo
| Konkurencja       | Miejsce     | Zawodnik       | Punkty       | Strzały      |
| ----------------- | ----------- | -------------- | ------------ | ------------ |
| Karabin wojskowy  | 6. miejsce  | Viggo Jensen   | 1640         | 30           |
| Karabin wojskowy  | 12. miejsce | Eugen Schmidt  | 845          | 12           |
| Karabin wojskowy  | –           | Holger Nielsen | nie ukończył | nie ukończył |
| Karabin dowolny   | 3. miejsce  | Viggo Jensen   | 1305         | 31           |
| Pistolet wojskowy | 5. miejsce  | Holger Nielsen | nieznany     | nieznany     |
| Pistolet szybki   | 3. miejsce  | Holger Nielsen | nieznany     | nieznany     |
| Pistolet dowolny  | 2. miejsce  | Holger Nielsen | 285          | nieznany     |

### Podnoszenie ciężarów
| Konkurencja | Miejsce    | Zawodnik     | Najlepszy wynik |
| ----------- | ---------- | ------------ | --------------- |
| Jednorącz   | 2. miejsce | Viggo Jensen | 57 kg           |
| Oburącz     | 1. miejsce | Viggo Jensen | 111,5 kg        |